# Музейная театрализация

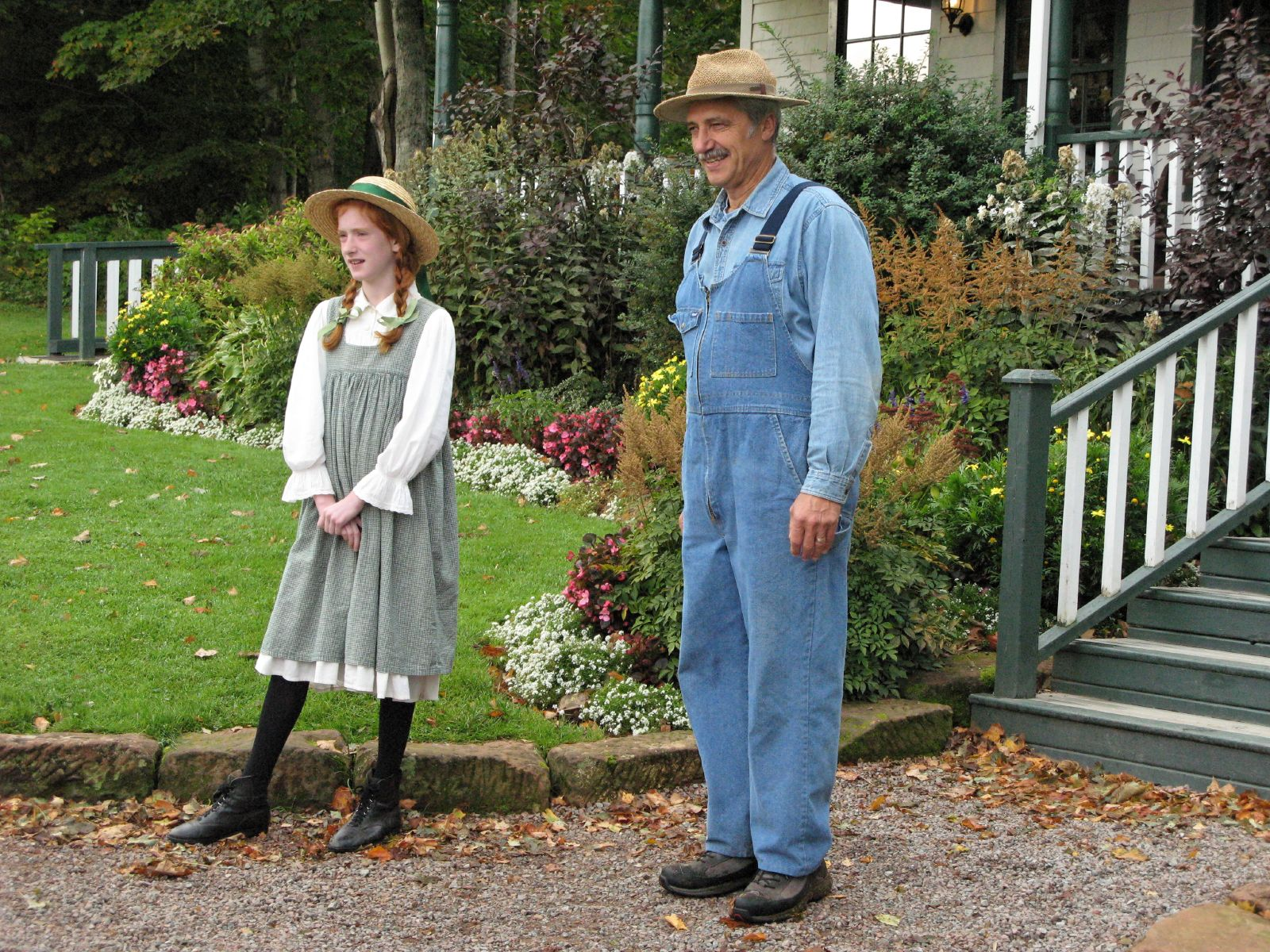
Актёры канадского музея «Зелёные Крыши» (Кавендиш, Остров Принца Эдуарда), изображающие главных героев романа «Энн из Зелёных Крыш»

Музейная театрализация, или Театрализация музейного пространства — форма современного искусства, основанная на привнесении в музейное дело элементов сценического представления, театральности; одно из средств, с помощью которого устанавливается коммуникационная связь между музеем и посетителем.
Музейная театрализация использовалась начиная с 1930-х годов, однако популярность она стала набирать только к концу XX века.

## Методы, функции и направления
Возникновение такого направления современного искусства, как музейная театрализация, связано с расширением функций музеев и возникновением музеев нового типа, ориентирующихся не только на экспозицию предметов, но и на предоставление посетителям различных образовательных и развлекательных возможностей. Кроме того, в распространении музейной театрализации свою роль сыграла усилившаяся конкуренция музеев с другими досуговыми учреждениями, а также широкие новые возможности, появившиеся в связи с развитием компьютерных технологий. Использование музейной театрализации позволяет добиться того, чтобы пребывание зрителя в музее стало для него ярким запоминающимся событием.
Метод музейной театрализации объединяет два направления режиссуры: художественно-образную организацию (адаптацию) музейного материала для сценического воплощения и художественную организацию действий артистов, участвующих в представлении.
Результатом театрализации является театрализованное представление (театрализованная музейная программа).
Функции у такой театрализованной программы могут быть различны. Основной функцией является коммуникативная, а именно такое включение посетителя музея в музейное пространство, при котором он получает возможность вести полноценное живое общение с экскурсоводом, актёрами представления и, с их помощью, — «общаться» с предметами экспозиции. Другие функции театрализации — просветительская (связанная с распространением знаний), воспитательная (например, связанная с воспитанием любви к малой родине через приобщение зрителя к региональному культурному наследию) и образовательная (связанная с включением театрализованных программ в учебный процесс).
Выделяют три направления музейной театрализации: построение экспозиционного пространства (обычно в форме сценической площадки, на которой экспонаты являются «актёрами», посетители — «режиссёрами», а получающийся «спектакль» является уникальным, созданным на основе личностного восприятия), привнесение в экспозицию выразительных театральных элементов (игровых форм подачи информации, а также звуковых, световых, шумовых и других интерактивных эффектов) и, третье, расширение музейного пространства за пределы музейных зданий (обычно это проведение массовых мероприятий — перформансов, арт-акций, театрализованных исторических реконструкций).